# Streulichtblende

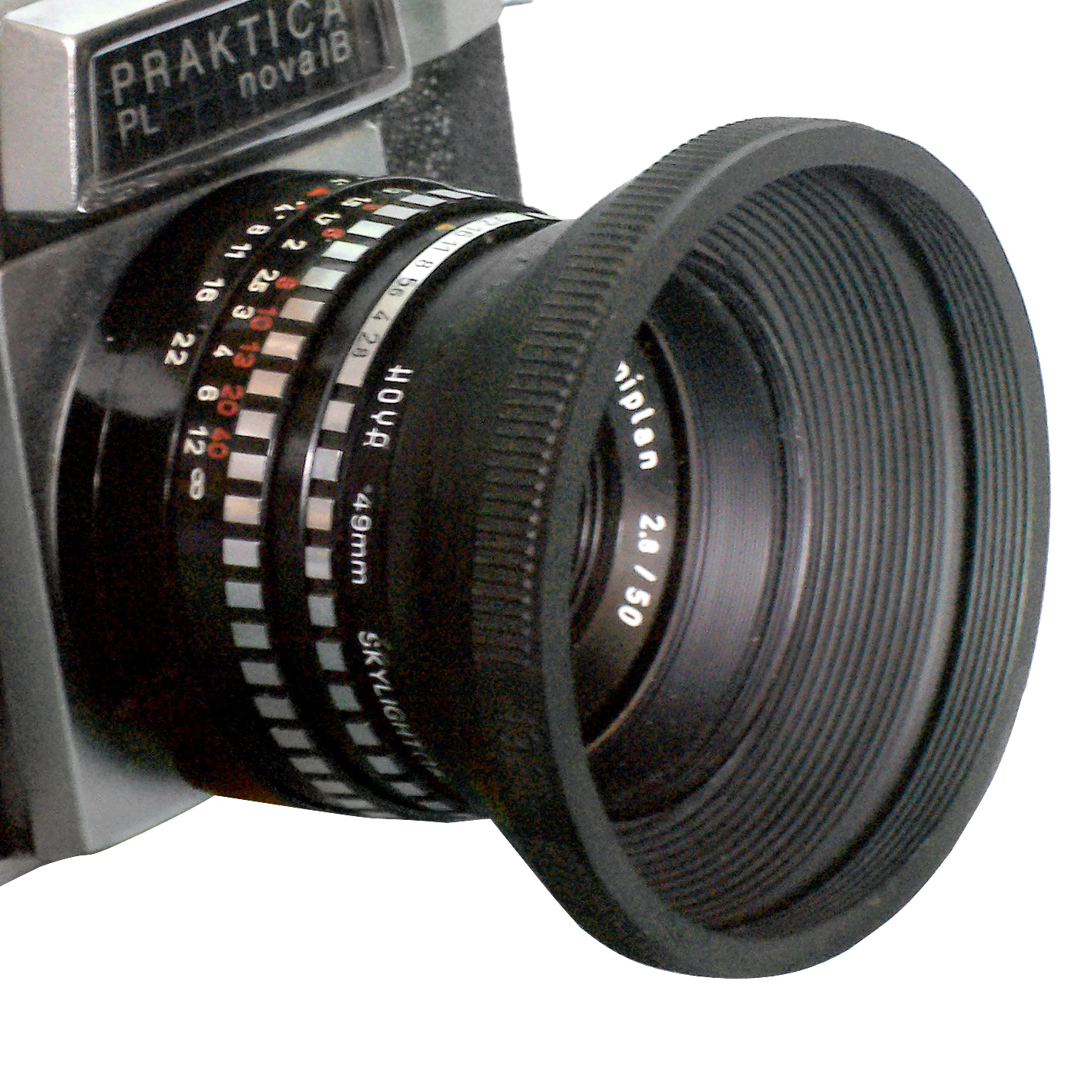
Streulichtblende einer Spiegelreflexkamera

Die Streulichtblende (weitere gängige Bezeichnungen: Sonnenblende, Gegenlichtblende, Störlichtblende) ist ein Zubehör in der Fotografie und ein Bestandteil von Fernrohren oder Spiegelteleskopen in der Astronomie.

## Funktion

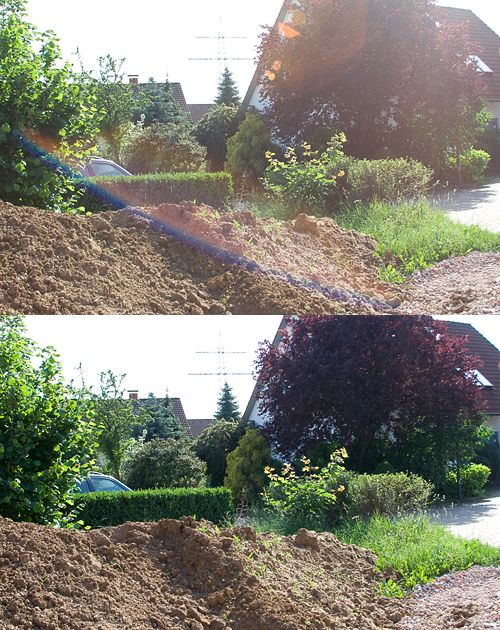
Vergleich einer Aufnahme ohne und mit Streulichtblende

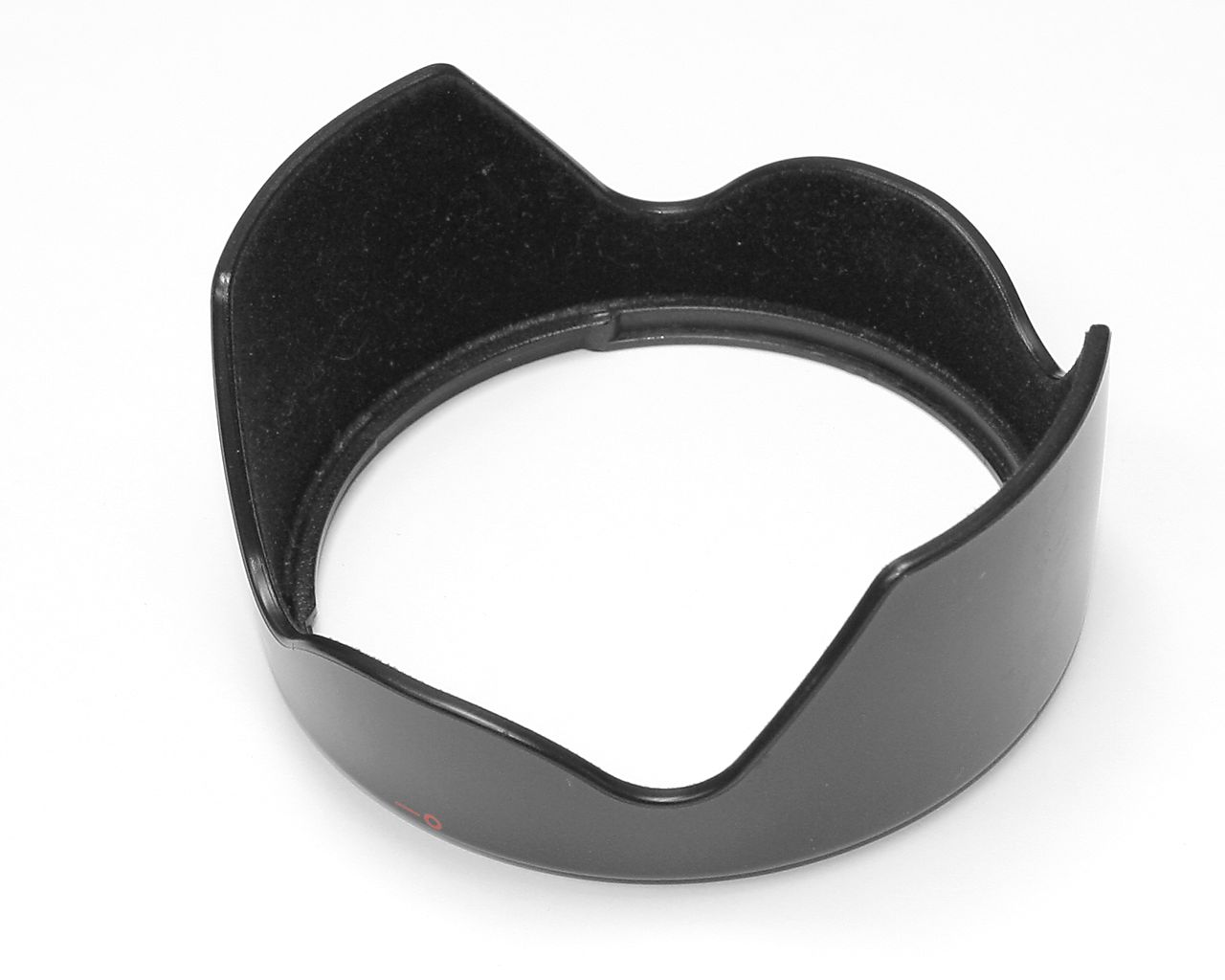
Tulpenförmige Streulichtblende für ein Zoomobjektiv

Eine Streulichtblende soll verhindern, dass seitlich einfallendes Licht an Linsen oder Fassungsteilen reflektiert wird und so auf den Bildsensor bzw. Film oder auch in das Okular gelangt. Dieses Streulicht kann zu erheblicher Beeinträchtigung des Bildes führen, etwa durch optische Überlagerungen in Form von Lichtsäumen in der Form der Linsen, also in der Regel Kreisen oder Ringen – den so genannten Lens Flares. Weiterhin wird das Bild des fotografierten bzw. beobachteten Objektes durch Streulicht flau und kontrastarm.
In der Praxis bietet die Streulichtblende auch einen gewissen Schutz der Frontlinse, beispielsweise bei Regen, Gischt oder gegen Berührung und leichte Stöße.
Bei Aufnahmen mit direktem Gegenlicht wie beispielsweise bei Sonnenuntergängen zeigt die Streulichtblende keine Wirkung. Auch die Entstehung von Geisterflecken oder anderen Reflexionen, die durch Lichtquellen innerhalb des Bildfelds entstehen, können durch eine Streulichtblende nicht verhindert werden.

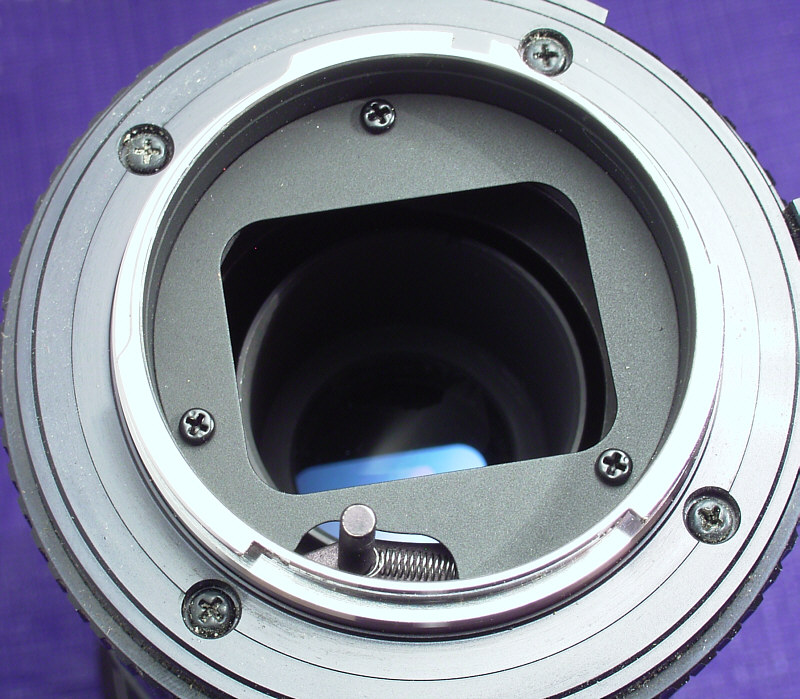
Streulichtblende im Inneren eines Teleobjektivs

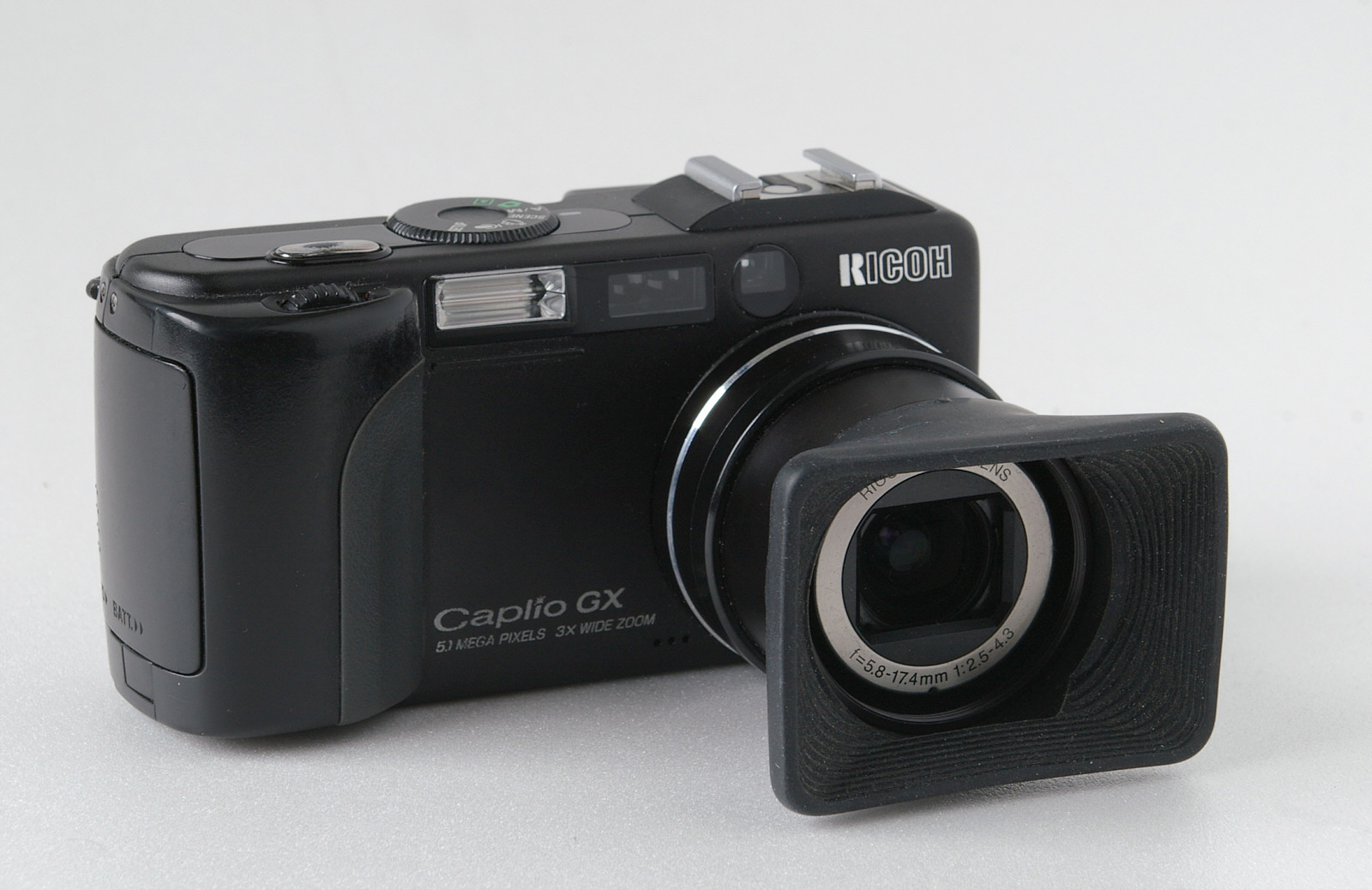
Auch für digitale Kompaktkameras sind Streulichtblenden erhältlich

## Ausführungen

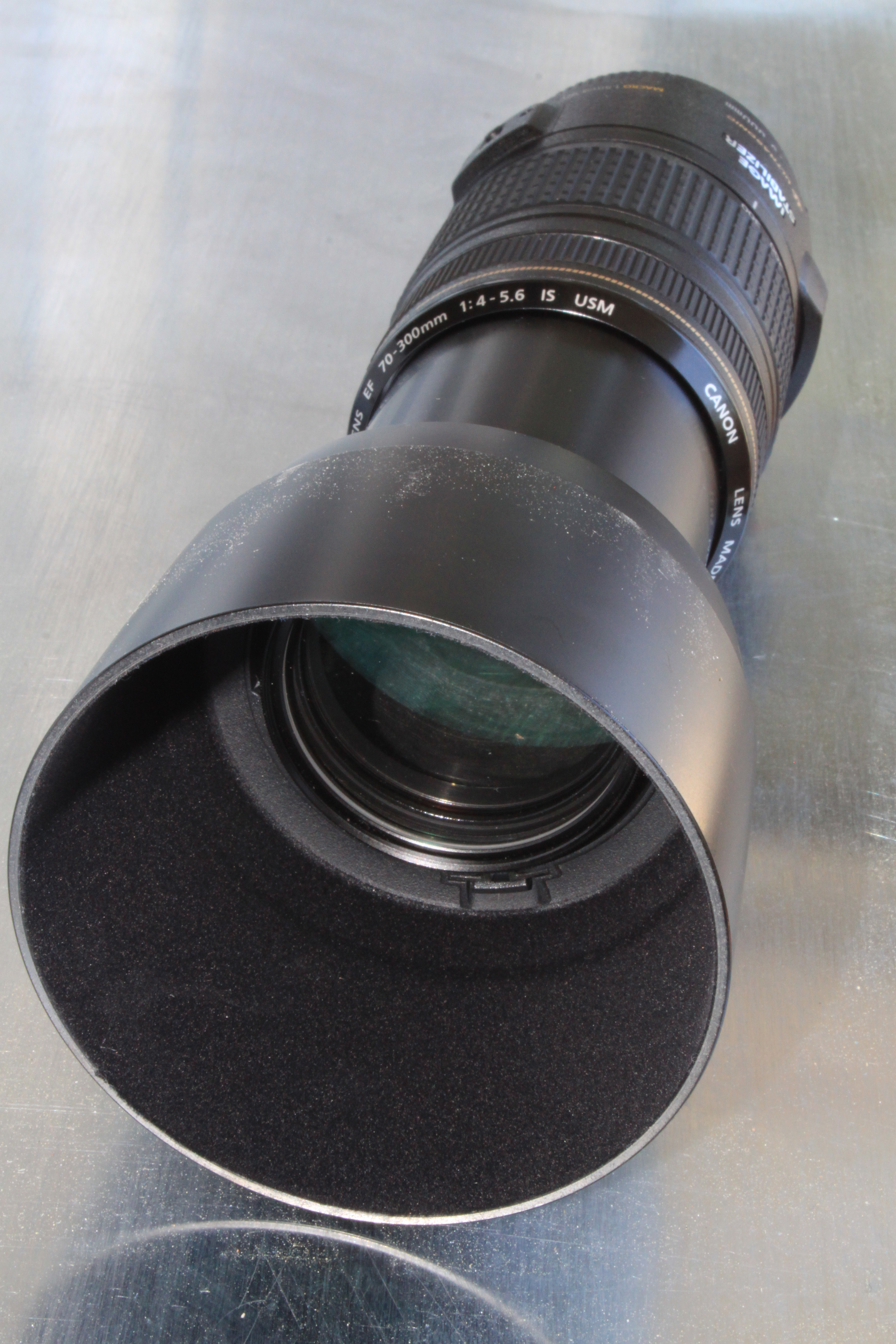
Eine runde Streulichtblende an einem Telezoom-Objektiv

In der Fotografie gibt es für nahezu alle handelsüblichen Foto-Objektive passende Streulichtblenden als separates Zubehör in Form starrer Tuben aus Metall oder Kunststoff sowie faltbarer Gummiblenden. Die Montage erfolgt mittels separatem Schraubgewinde, Bajonettanschluss, durch Aufstecken und auch durch Einschrauben in das Filtergewinde. Zoom- und Teleobjektive sind teilweise mit ausziehbaren Streulichtblenden ausgestattet.
Bei Objektiven mit besonders kurzer Brennweite ist die Streulichtblende teilweise fester Bestandteil des Objektivtubus und damit untrennbar verbunden.
Bei kompakten Kameras, insbesondere mit in Ruhestellung versenkten Zoomobjektiven, ist die Montage einer Streulichtblende meist nur mit speziellem Zubehör oder gar nicht möglich. Bei Kameras mit optischem Durchsichtssucher kann es vorkommen, dass die Streulichtblende das Sucherbild teilweise verdeckt. Auch kann es bei allen Kameras zu Abschattungen bei der Verwendung integrierter Blitzgeräte kommen.

## Auslegung
Die optimale Geometrie der Streulichtblende hängt vom Bildwinkel des Objektivs, dem Durchmesser der Frontlinse und der Größe der Sensor- bzw. Filmfläche ab. Ein Objektiv mit kleinem Bildwinkel hat meist eine längere Streulichtblende als ein Objektiv mit großem Bildwinkel. Streulichtblenden für Zoomobjektive sind stets für die kürzeste Brennweite (größter Bildwinkel) und für den größtmöglichen Sensor bzw. den nutzbaren Bildkreis des Objektivs ausgelegt. Die Verwendung von für das Kleinbildformat konstruierten Objektiven an Kameras mit kleineren Bildsensoren, beispielsweise im APS-H- oder APS-C-Format, ermöglicht jedoch zumeist die Verwendung größerer Streulichtblenden mit besserer Wirkung als vom Hersteller des Objektivs vorgesehen.
Die falsche Wahl der Streulichtblende führt entweder zu einer verringerten Schutzwirkung, wenn sie zu kurz ist oder zur Vignettierung, wenn sie zu lang ist oder einen zu geringen Durchmesser hat. Beim Einsatz zusätzlicher Filter kann es bei Einschraubblenden insbesondere bei Weitwinkelobjektiven zur weiteren Vignettierungen kommen.
Wenn sich die Blendenbefestigung oder die Frontlinse beim Fokussieren oder Zoomen nicht mitdrehen, kann die Streulichtblende etwas länger gebaut werden. Da eine Vignettierung in den Ecken zuerst auftritt, werden diese dann ausgespart (Tulpenform). Der Vorteil dieser Konstruktion ist der etwas bessere Schutz vor Streulicht bei längeren Brennweiten.
Eine Sonderform der Streulichtblende ist das Kompendium. Dies ist ein Vorsatz, meist in Form eines verstellbaren Balgens, der bei Film- oder Fachkameras üblich ist. Ein Kompendium kann auf Objektive mit unterschiedlichen Bildwinkeln optimal eingestellt werden. Meist weisen Kompendien auch Halterungen für fotografische Filter oder anderes Zubehör auf.
Eine neue Art von Kompendium wurde von Roger Field erfunden und von der Firma Chrosziel hergestellt, mit einem festen Gehäuse aus Kunststoff und einer innen liegenden, axial verstellbaren Maske für Objektive mit verschiedenen Brennweiten.

## Astronomie
In der Astronomie gibt es drei Arten von Streulichtblenden:
- Als Taukappe wird eine vor dem Objektiv bzw. vor der Öffnung des Teleskops sitzende Blende bezeichnet. Diese hat zum einen die gleiche Funktion wie die Streulichtblende in der Fotografie. Sie soll aber auch vor Nachtfeuchtigkeit schützen. Deshalb ist sie bei aufwändigeren Teleskopen beheizbar.
- Im Tubus von Linsenfernrohren befinden sich in bestimmten Abständen flache Blenden, deren Außendurchmesser sich dem Tubus anpasst und deren Innendurchmesser gerade noch den Durchlass des Strahlengangs erlaubt.
- Im Inneren von Spiegelteleskopen werden Blendrohre eingesetzt.